# Materno Cinégio
Materno Cinégio (em latim: Maternus Cynegius; m. 388) foi um oficial romano do século IV, ativo durante o reinado do imperador Teodósio I (r. 378–395). De provável origem hispânica, era um dos principais apoiantes de Teodósio e partiu junto dele para Constantinopla quando o último assumiu a púrpura. Nos primeiros anos da década de 380, foi nomeado para alguns ofícios públicos seniores como conde das sagradas liberalidades e questor do palácio sagrado e talvez foi vigário antes disso. Em 384, ascendeu à posição de prefeito pretoriano do Oriente, com a qual notabilizou-se, e então cônsul em 388. Faleceu em 388, quando retornava duma viagem ao Egito.
Cinégio ficou conhecido por sua extensa legislação sobrevivente. Por meio dela visou restruturar os concílios municipais da prefeitura pretoriana do Oriente, que pelo período estavam em decadência, bem como fanaticamente implementou as reformas religiosas de Teodósio, participando na destruição de templos pagãos e aplicando as leis imperiais que inibiam práticas cultuais do paganismo.

## Vida

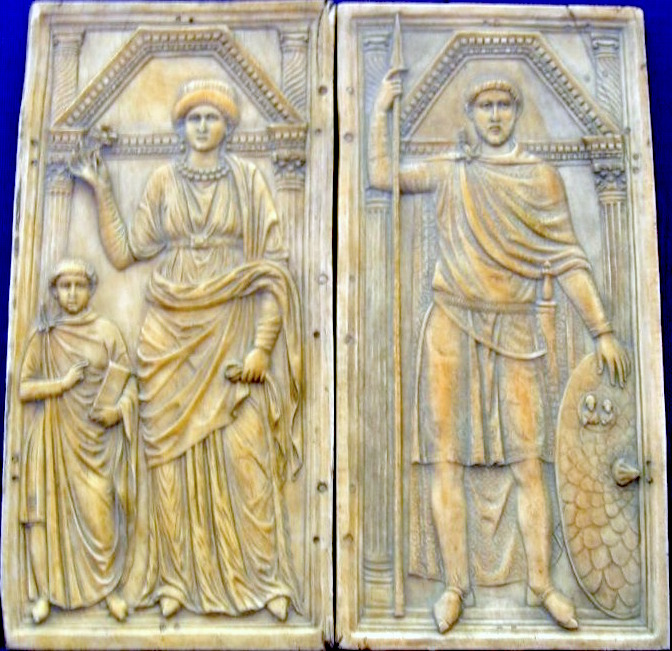
Estilicão e Serena no Díptico de Estilicão

Nada se sabe sobre seus primeiros anos. Provavelmente originário da Hispânia, Cinégio nasceu em algum momento durante o século IV e presumivelmente era cristão. Era um provável membro da aristocracia senatorial romana e da elite imperial. O historiador J. Matthews postula que quando Teodósio I (r. 378–395) dirigiu-se para Constantinopla para assumir a púrpura, levou consigo Cinégio e vários indivíduos de sua família, que iriam dominar a corte pelas décadas subsequentes. Segundo esta teoria, Cinégio poderia ser parente do procônsul da África Emílio Floro Paterno, filho do prefeito pretoriano do Oriente Floro, bem como de Serena, a esposa do general Estilicão e sobrinha de Teodósio. Sabe-se que era casado com Acância e possivelmente era pai de Antônia Cássia e Materna Cinégia. Um Cinégio mencionado como ativo em Constantinopla durante o reinado do imperador Arcádio (r. 395–408) pode ser seu parente, talvez filho.
A primeira menção datável de Cinégio ocorre em 381, quando, segundo uma lei contida no Código de Justiniano, ocupou algum ofício, talvez vigário. O historiador Szymon Olszaniec sugeriu, contudo, que a lei supracitada é uma das várias preservadas com datas erradas e que, na verdade, o primeiro ofício de Cinégio foi o de conde das sagradas liberalidades. Em 383, serviu como conde das sagradas liberalidades, ou seja, tesoureiro do tesouro imperial, e em 383 era questor do palácio sagrado. Segundo o sofista Libânio, os concílios municipais do Oriente estavam em más condições por este período, e sua nomeação para o questorado tinha como finalidade a tentativa de revivê-los. Ele exerceu a função por apenas alguns meses, de maio a dezembro, tempo suficiente para que produzisse 19 constituições formadas por leis de teor variado, inclusive religioso.

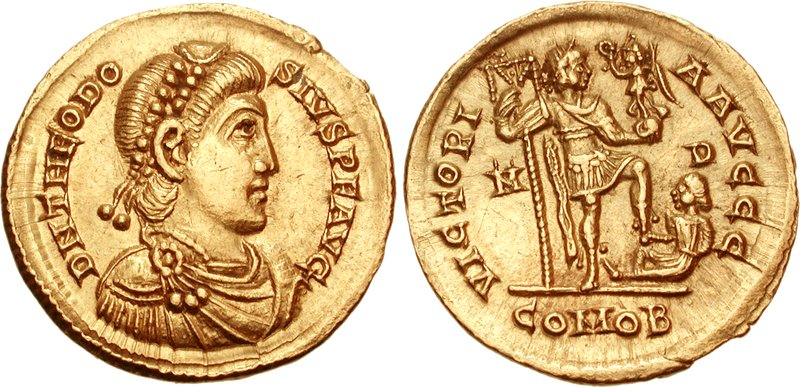
Soldo de Teodósio I r.

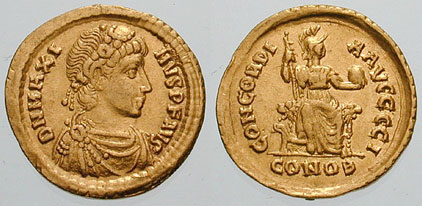
Soldo de Magno Máximo r.

Em 384, Cinégio foi nomeado para a prestigiosa função de prefeito pretoriano do Oriente, que reteve até 388 e na qual notabilizou-se. Durante seu mandato, suas principais preocupações residiam na aplicação da política religiosa de Teodósio e na revitalização das cúrias municipais das cidades orientais. Para tanto, emitiu inúmeros éditos nos quais havia leis concernentes aos heréticos e judeus, inclusive empregando um tom anti-semita em várias delas, e a assuntos relativos ao funcionamento dos concílios municipais: preenchimento de sés vacantes, proibições da negligência dos deveres curiais sob alegação de serviço na administração central ou de pertencimento ao clero, regularização de tributos e remunerações, etc. Libânio, como testemunha ocular, atesta as obras do prefeito, sobretudo exaltando a construção de muralhas defensivas e inúmeras outras obras públicas nas cidades.
Cinégio também realizou algumas jornadas pelo interior da Prefeitura pretoriana do Oriente com intuito de aplicar suas reformas. No começo de 384, visando restituir às cúrias os decuriões que alegavam estarem ocupados com a administração central, partiu em viagem e chegou tão longe quanto o Egito. Sua missão foi fracassada, e Libânio menciona que houve vários distúrbios, provavelmente decorrentes de suas leis religiosas intolerantes. No Egito, recebeu ordens para proibir o culto aos deuses e fechar templos, bem como exibir em Alexandria o retrato de Magno Máximo (r. 383–388), com quem Teodósio acabara de acordar uma trégua, ao lado daquele de seus coimperadores (Arcádio e Honório). Em maio de 385, quando o imperador emitiu uma lei proibindo sacrifícios de sangue e estudos de adivinhação das entranhas de vítimas sacrificiais sob pena de morte, Cinégio presumivelmente estava dirigindo-se à sede pretoriana em Antioquia. Na cidade, Materno ativamente envolveu-se na destruição de templos sob pretexto da lei imperial recém-introduzida, na qual proibia-se cultos pagãos.

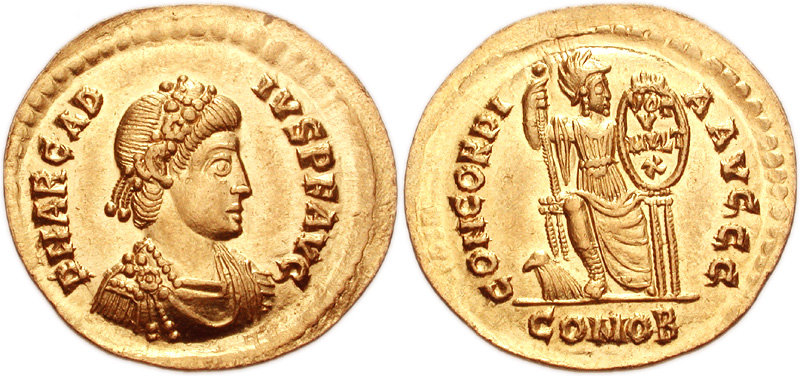
Soldo de Arcádio r.

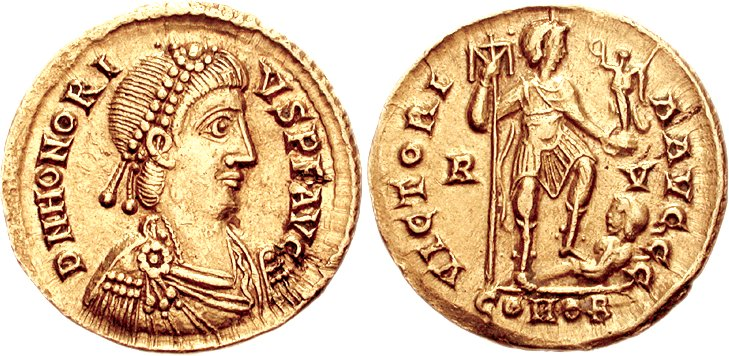
Soldo de Honório r.

A destruição foi encabeçada pelos monges locais, que dedicaram-se a arrasar santuários e estátuas e matar sacerdotes resistentes. Para assegurar a segurança do prefeito, as tropas expedicionárias do Oriente foram convocadas. Dentre os edifícios danificados estavam o Templo de Alat em Palmira, uma estátua de Asclépio em Beroia, o Templo de Zeus Belo em Apameia destruído pelo bispo Marcelo e um grande templo não especificado, comumente identificado com um dos templos de Edessa, destruído por instigação de Acância, que por sua vez foi instigada pelos monges; Szymon Olszaniec, por outro lado, considerou que esse templo seria aquele dedicado a uma deusa lunar em Carras, em Osroena, onde os imperadores Caracala (r. 211–217) e Juliano, o Apóstata (r. 361–363) costumavam realizar sacrifícios.
Em 386, esteve novamente no Egito, onde, segundo uma lei de 2 de março de 387, deveria punir delatores que questionassem o direito de alguns membros dos concílios municipais de possuir propriedades. A situação, entretanto, tornar-se-ia tão ultrajante que eles enviaram um emissário à corte de Teodósio. Em 387, Cinégio novamente dirigiu-se à Alexandria, mas precisou interromper sua missão após sua designação como cônsul posterior do ano seguinte. Em 388, quando estava retornando para Antioquia ou Constantinopla, passou por Berito, onde aprovou uma lei que proibiu a convocação de procuradores das coisas públicas (em latim: procuratores rei privatae) para realizarem obras públicas. Segundo o historiador Zósimo, ele faleceu durante essa viagem de retorno. Seu corpo foi sepultado em 19 de março na Igreja dos Santos Apóstolos, em Constantinopla, e um ano depois foi levado por sua esposa para a Hispânia.

## Legado

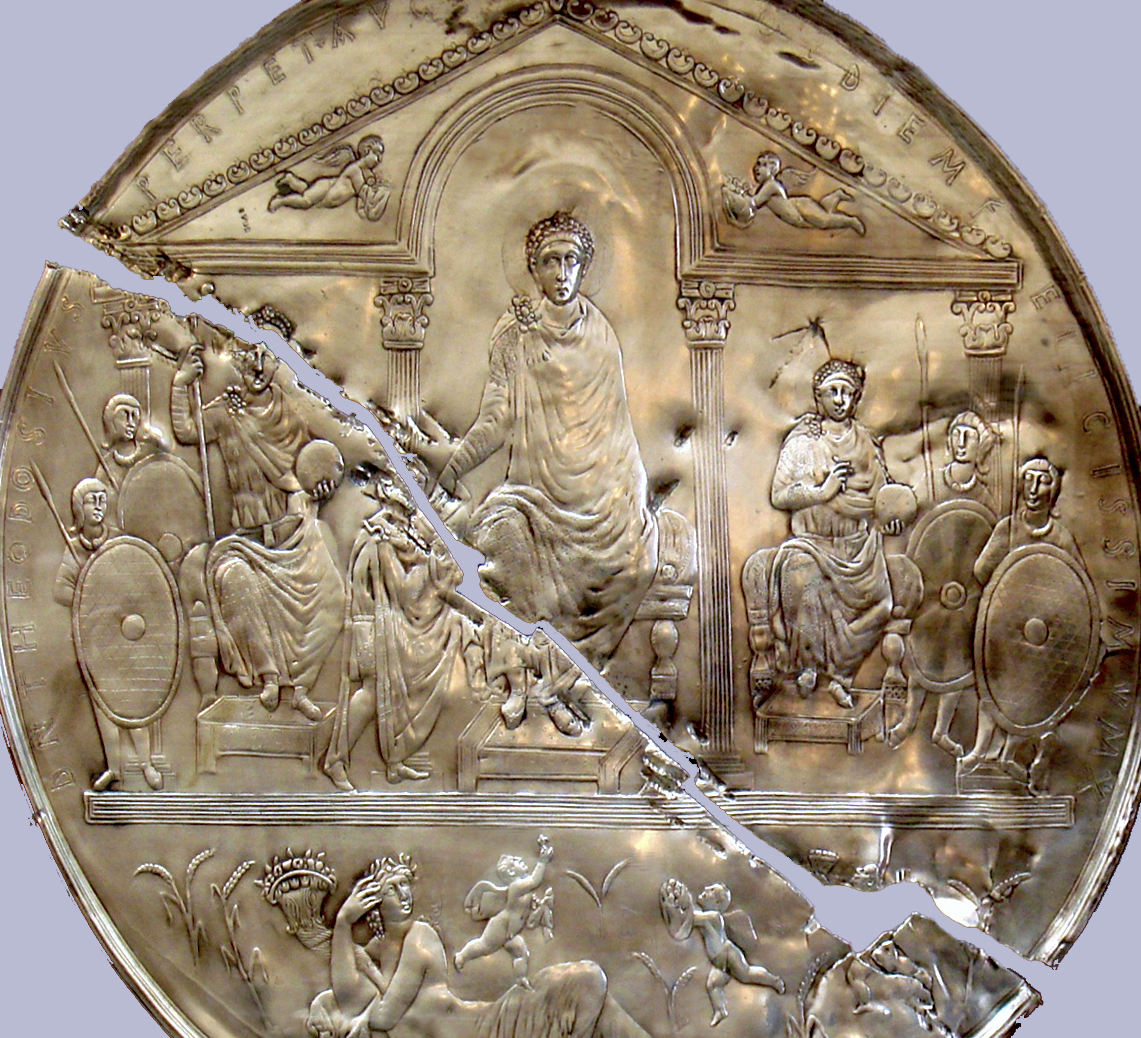
Cópia do Missório de Teodósio preservada no Museu Nacional de Arte Romana, em Mérida, Espanha

Em 1746, foi descoberta em Alexandria a base duma estátua togada, provavelmente em bronze, datada entre 384 e 387, na qual menciona-se o nome de Materno Cinégio. Nela há uma inscrição em latim onde afirma-se que os altos cidadãos alexandrinos solicitaram a permissão de Teodósio e seu coimperador Arcádio para exibirem esta estátua de Cinégio, bem como há louvações à sua pessoa e uma breve enunciação de sua ascensão através dos ofícios públicos, exceto o de cônsul:
| “ | Nossos senhores, os mais inconquistados e veneráveis e perpétuos augustos, Teodósio e Arcádio, vitoriosos sobre o globo todo, na petição dos cidadãos de primeira classe (ad petitum primorum) da mais nobre cidade de Alexandria, ordenaram que uma estátua em vestimenta civil (civili habitu) fosse erguida e colocada num sítio altamente frequentado (loco celeberrimo) pelos mais distintos homens (per clarissimos) da cidade de Alexandria, para Materno Cinégio, um homem de todas as virtudes, nascido para louvor e glória excepcional, promovido através de todos os níveis de ofício em consideração de seus méritos, e prefeito pretoriano do Oriente, de modo a perpetuar sua fama. | ” |

Possivelmente Cinégio pode ser identificado com o alto oficial que recebeu o Missório de Teodósio e que foi supostamente descrito nele. Uma casa de campo encontrada por arqueólogos próximo de Carranque, na Espanha, também foi atribuída a Materno, embora esta identificação venha atualmente gerando debate em decorrência da presença de inúmeros mosaicos com conteúdo tipicamente pagão. Tendo em vista sua militância anti-paganismo, é improvável que em sua residência houvesse tais motivos expostos, sendo igualmente plausível supor que tal casa poderia ser propriedade de outro Cinégio.